# Harrells
Harrells – miasto w Stanach Zjednoczonych, w stanie Karolina Północna, w hrabstwie Cleveland.